# Nemcovce (okres Prešov)
Nemcovce jsou obec na Slovensku v okrese Prešov. První písemná zmínka o obci pochází z roku 1364.

## Polohopis

### Části obce
Obec se dělí na dolní, střední, horní konec a část Majerisko.
K obci patří i osada Zimná Studňa, která je od Nemcovců vzdálená 2 km.

### Vodní toky
- Ladianka

### Vodní plochy
V obci se nenachází žádná větší vodní plocha, až na několik vyvěrajících a osvěžujících pramenů.

## Dějiny
V dvanáctém až třináctém století – v období po tatarském vpádu – bylo dnešní Slovensko osídlováno německými osadníky. Pravděpodobně z tohoto období pochází i název obce Nemcovce podle národní příslušnosti osadníků. Už první písemná zmínka o obci z roku 1364 hovoří o tomto názvu. Původně tvořilo obec několik osad – Gerendás, Hydekut a Mlýnice, dokud se obyvatelé neusadili na nynějším místě. Podle některých zdrojů sahá historie až do období Velkomoravské říše, což dokazují četné vykopávky v katastrálním území obce.

## Politika

### Zastupitelstvo
Přibližně na začátku obce se nachází obecní úřad spojený s kulturním domem.

### Obyvatelstvo

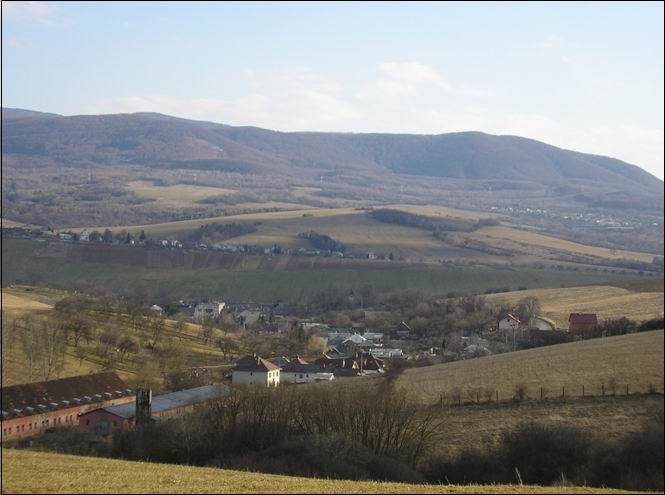
Pohled na Nemcovce směrem od osady Zimná Studňa

Během několika století obec prošla mnoha změnami až k nynějšímu stavu. V současné době má obec cca 110 obytných domů, ve kterých žije 451 obyvatel (podle sčítání lidu z 31.12.2004). V obci je cca 231 římských katolíků a cca 220 evangelíků.

### Sousední obce
Nemcovce přímo či nepřímo sousedí s obcemi:
- Lada
- Kapušany
- Lipníky
- Šarišká Poruba

## Náboženství
- ECAV CZ Nemcovce

- Církevní sbor v Šarišsko-zemplínském seniorátu, do roku 1952 v Šarišském seniorátu. Vznikl v druhé polovině 16. stol. pravděpodobně jako fílie Prešova, Kapušan a Chmeľova, jako samostatný sbor od roku 1636. První kostel používal sbor do roku 1768, druhý kostel, vybudovaný roku 1768 byl pro špatný stav v roce 1914 zbourán, nynější kostel byl postaven roku 1961 stejně jako fara. Filiálky: Lada, Kapušany, Šarišská Poruba, Lipník, Zimná Studňa,

### Stavby
Nachází se zde evangelický kostel s farou a římskokatolický kostel svatých Cyrila a Metoděje, oba byly postaveny v roce 1969.

#### Pomníky
Ve středu obce je postaven památník šesti občanům zastřeleným během druhé světové války německými fašisty.

### Parky
Uprostřed obce se nachází malý park, který ztratil svou bývalou podobu.

### Sport
V obci se nachází fotbalové hřiště, tenisový kurt a v zimě i dvě kluziště.

### Pravidelné akce
- Každý rok 1. června se zde pořádá slavnost dne dětí, během níž se soutěží a nakonec je zakončena diskotékou.
- Občas se tu koná soutěž mezi jednotlivými družstvy SDH na místním fotbalovém hřišti.

## Hospodářství a infrastruktura

### Doprava
Středem obce vede asfaltová cesta až po osadu Zimná Studňa.
Kolem obce vede železniční trať.

## Média (foto, audio, dokumenty)

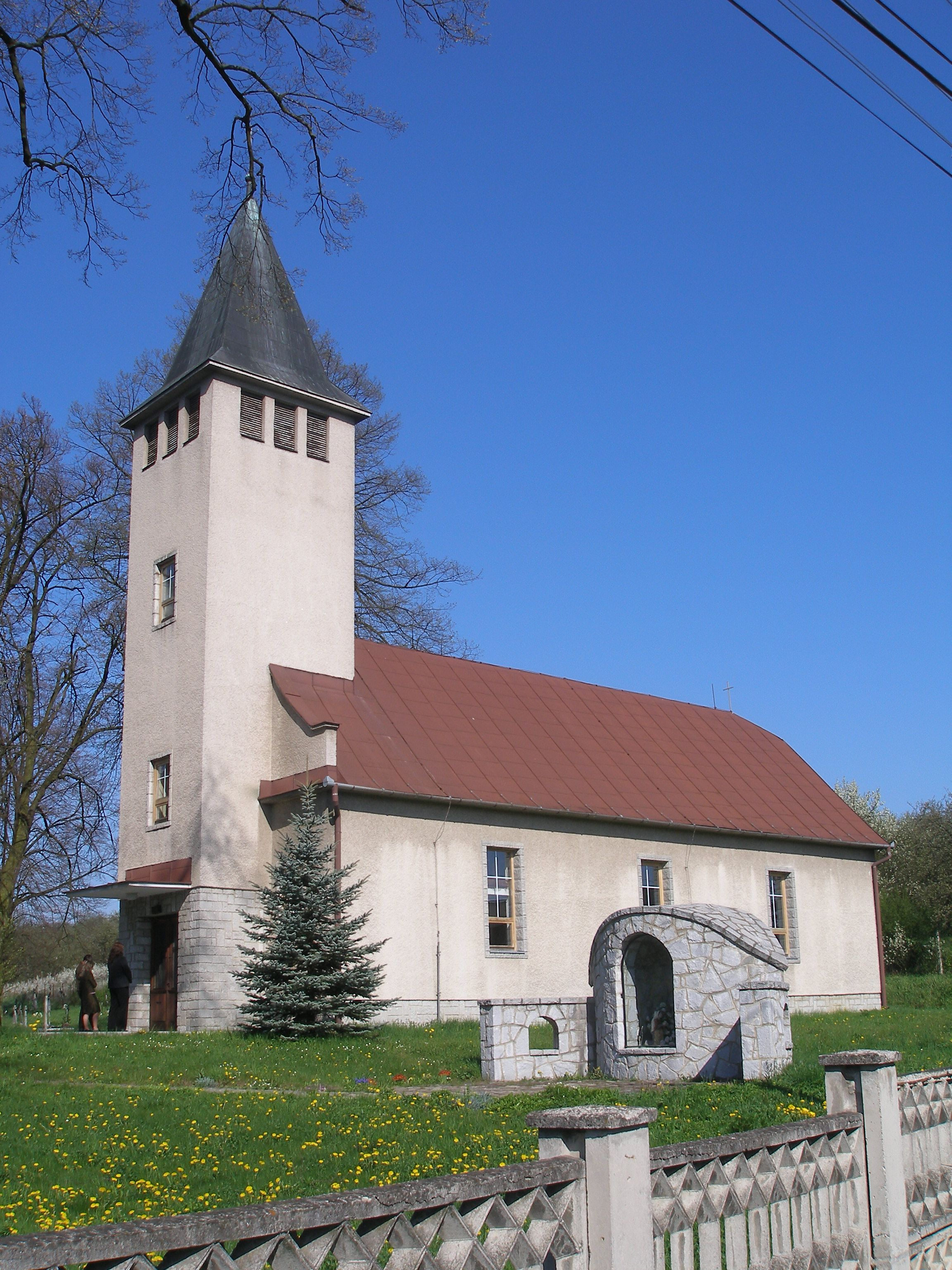
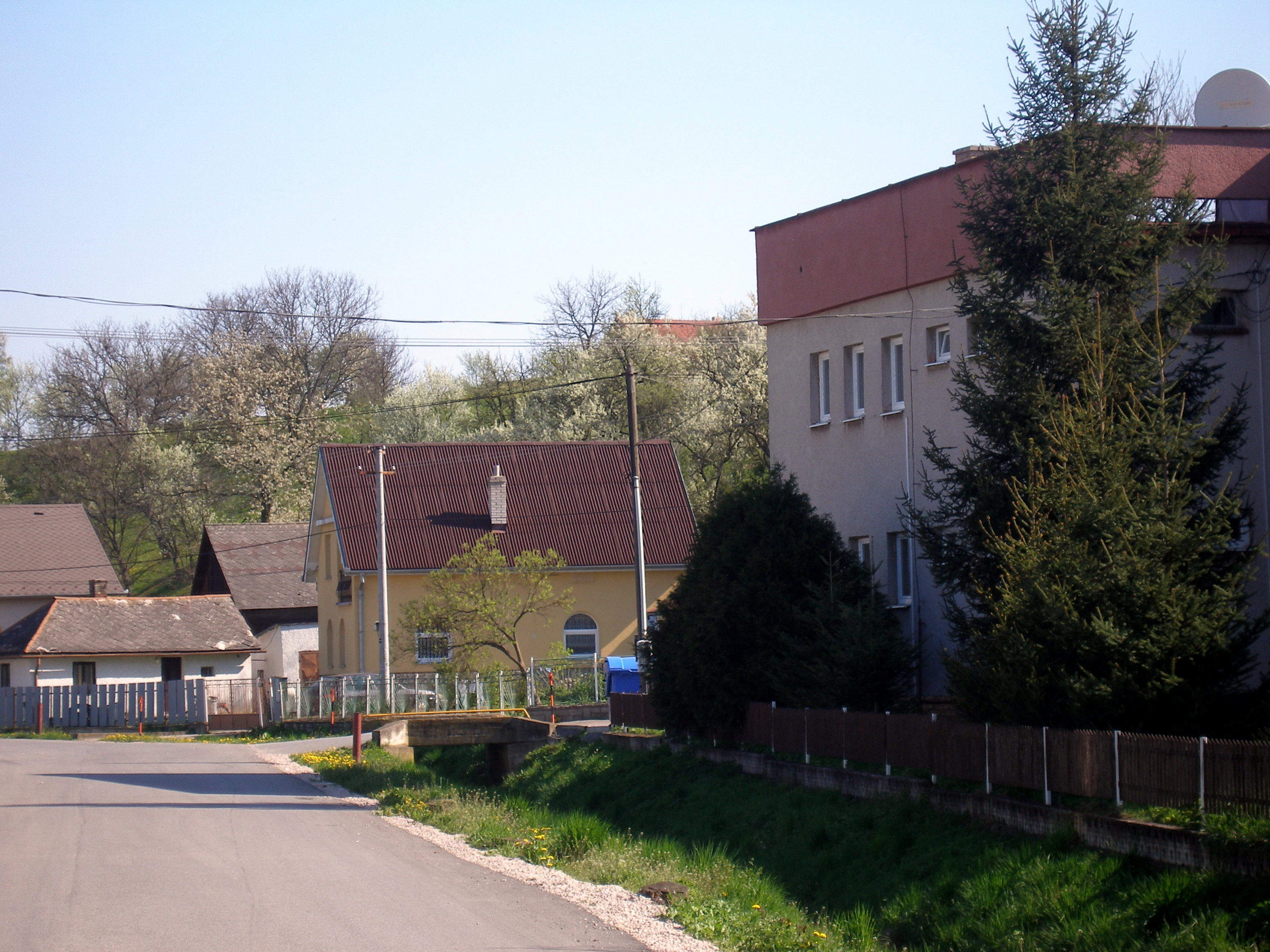
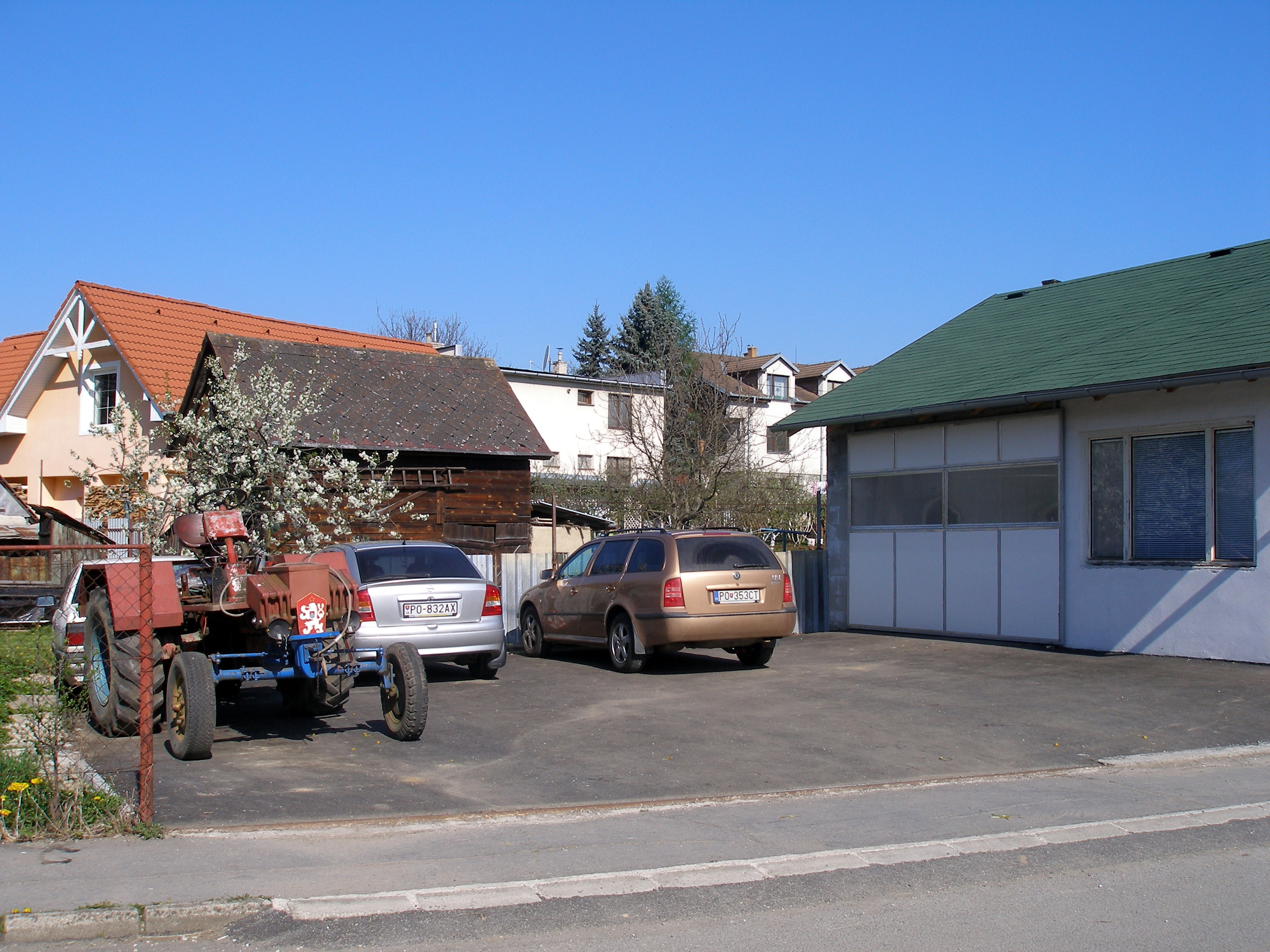